# Filip Zegzuła
Filip Zegzuła (Radom, 29 dicembre 1994) è un cestista polacco.

## Palmarès
- Coppa di Polonia: 1

Rosa Radom: 2016
- Supercoppa polacca: 1

Rosa Radom: 2016